# Gustav Horn (Wirtschaftswissenschaftler)
Gustav Adolf Horn (* 11. Oktober 1954 in Nümbrecht, Nordrhein-Westfalen) ist ein deutscher Wirtschaftswissenschaftler. Vom 1. Januar 2005 bis zum 31. März 2019 war er wissenschaftlicher Direktor des Instituts für Makroökonomie und Konjunkturforschung der Hans-Böckler-Stiftung.

## Leben
Horn studierte von 1973 bis 1979 Volkswirtschaftslehre an der Rheinischen Friedrich-Wilhelms-Universität Bonn mit dem Abschluss Diplom-Volkswirt. Als DAAD-Stipendiat erwarb er 1981 an der London School of Economics and Political Science einen Abschluss als Master of Science. Von dort wechselte er für fünf Jahre als Wissenschaftlicher Mitarbeiter an den Lehrstuhl für Angewandte Wirtschaftsforschung der Universität Konstanz.
Von 1986 bis 2004 war er beim Deutschen Institut für Wirtschaftsforschung in Berlin tätig. 1992 wurde er an der TU Berlin promoviert. Nachdem er schon 1998 bis 1999 kommissarisch die Konjunkturabteilung des DIW geleitet hatte, übernahm er diese Position ab 2000 auch offiziell. Zwischendurch erfolgte 2001 seine Habilitation im Fach Volkswirtschaftslehre bei Jürgen Kromphardt. Seine Entlassung als „Konjunkturchef“ des DIW 2004 erregte seinerzeit großes Aufsehen in der Öffentlichkeit; sie wurde von Heiner Flassbeck, der ebendieselbe Position schon innegehabt hatte, als Zeichen für eine Abkehr des Instituts von seiner überlieferten keynesianischen Programmatik gewertet. Horn erhielt vom Europäischen Parlament in erheblichem Umfang Aufträge für empirische Forschung, Vorträge und Politikberatung.
Horn war ab dem 1. Januar 2005 wissenschaftlicher Direktor des neu gegründeten Instituts für Makroökonomie und Konjunkturforschung der Hans-Böckler-Stiftung. Dort war er auch für die Konjunkturprognosen des Instituts zuständig. Im Jahr 2007 erhielt er eine außerplanmäßige Professur am Internationalen Institut für Management der Universität Flensburg. In seiner Funktion als wissenschaftlicher Direktor des Instituts für Makroökonomie und Konjunkturforschung wurde er von der Financial Times Deutschland 2008 als „Prognostiker des Jahres“ ausgezeichnet, da seine Prognose 2008 die Realität am genauesten vorausgesagt hatte. Zum 1. April 2019 löste ihn Sebastian Dullien als wissenschaftlicher Direktor des Instituts für Makroökonomie und Konjunkturforschung ab.
2018 war Horn Gründungsmitglied der Bürgerbewegung Finanzwende.
Horn ist Mitglied der SPD, beratendes Mitglied der Grundwertekommission der SPD und Mitglied des Willy-Brandt-Kreises. Im Dezember 2019 wurde er in den SPD-Parteivorstand gewählt.

## Wirtschaftspolitische Standpunkte
In Spiegel-Gastkommentaren (April und Mai 2010) gab Horn der deutschen Bundesregierung eine Mitschuld an der Verschärfung der Griechischen Staatsschuldenkrise ab 2010 und vertrat die Ansicht, dass in dieser Phase nicht Inflation die größte Gefahr sei, sondern Deflation (also sinkende Preise).
Im Oktober 2012 forderte Horn, die Bundesbank solle ihr Gold („Deutsche Goldreserven“) im Wert von mehr als 100 Milliarden Dollar verkaufen. Es gebe keinen rationalen ökonomischen Grund mehr dafür, derartig hohe Goldvorräte vorzuhalten. Er wies auch darauf hin, dass die Bundesbank nicht einmal mehr über eine eigene Währungshoheit verfüge.
The International Economy zählt Horn zur Gruppe fünf deutscher Ökonomen („Gang of Five“), die Keynesianische Ideen vertreten.

## Kritik
Im April 2025 behauptete Horn in seinem „Kommentar zu Bitcoin“ im Deutschlandfunk, dass Transaktionen und Algorithmen von Kryptowährungen „Tief verborgen und verschlüsselt“ seien. Diese Aussage trifft nur auf einen kleinen Teil der Kryptowährungen zu. Auf Bitcoin bezogen ist diese Aussage nachweisbar unrichtig.

## Schriften (Auswahl)
- Gegensteuern. Für eine neue Wirtschaftspolitik gegen Rechts. Ch. Links Verlag, 2020, ISBN 978-3-96289-074-2
- zusammen mit Volker Happe und Kim Otto: Das Wirtschaftslexikon. Begriffe – Zahlen – Zusammenhänge. 3., aktualisierte und erweiterte Auflage. Dietz, Bonn 2017, ISBN 978-3-8012-0473-0 (mit Zeittafeln zum wirtschaftspolitischen Geschehen in der BRD (1945–2016) und in der DDR (1945–1990)).
- Des Reichtums fette Beute. Wie die Ungleichheit unser Land ruiniert. Campus, Frankfurt am Main 2011, ISBN 978-3-593-39347-6
- „Wirtschaftspolitik in Zeiten der Globalisierung“ (2011) – Ein Beitrag von Gustav Horn im Themenmodul „Globalisierung“ der FES OnlineAkademie (FES = Friedrich-Ebert-Stiftung)
- Die deutsche Krankheit: Sparwut und Sozialabbau. Hanser, München 2005, ISBN 3-446-22919-1
- US outlook and German confidence. DIW, Berlin 2003.
- Strategien für die EU-Wirtschaft. Europäisches Parlament, Luxemburg 2001. 108 S. ISBN 92-823-1513-4
- Ursachen struktureller Arbeitslosigkeit. Zur Theorie und Empirie neuerer makroökonomischer Ansätze. DIW Berlin 1989.